# Bárói palota (Nápoly)
A Bárói palota (Palazzo Baronale) Nápoly egyik külvárosában, Pianurában található. 1678 körül épült a pianurai birtokos család, a Grassik számára. A bejárattól jobbra két 18. századi portál található, amelyeken keresztül megközelíthető a palota kápolnája. Itt egy 18. századi színes márványból faragott oltár található, mely a Rózsafüzéres Madonnát ábrázolja.